# Platz der Republik (Jerewan)
Der Platz der Republik (armenisch Հանրապետության հրապարակ Hanrapetutjan hraparak, kurz Hraparak, „Stadtplatz“; bis 1991 Leninplatz, armenisch Լենինի հրապարակ Lenini hraparak; russisch площадь Ленина Ploschtschad Lenina) ist der zentrale Platz in Jerewan, der Hauptstadt Armeniens. Der zweiteilige Platz und die ihn umgebenden Gebäude wurden zwischen 1924 und 1977 errichtet.
In seiner Stelle gab es schon immer einen Stadtplatz, der allgemein Majdan genannt wurde. Mit Beginn der Umgestaltung 1924 erhielt er den Namen Leninplatz und besaß ab 1940 eine Leninstatue. Mit Erlangung der Armenischen Unabhängigkeit wurde die Leninstatue 1991 entfernt und der Platz erhielt seinen heutigen Namen.
Der Platz der Republik gilt als wichtigster öffentlicher Raum der Stadt und als Jerewans architektonisches Highlight und als hervorstechendstes architektonisches Ensemble der Stadt.

## Architektur
Der Platz der Republik besteht aus zwei Abschnitten. Zum einen aus einem ovalen Kreisverkehr mit einem steinernen Muster in der Mitte, das von oben wie ein traditioneller armenischer Teppich aussieht. Den zweiten, trapezoiden Abschnitt ziert ein Brunnen mit Wasserorgel vor dem Museumsgebäude. Der Platz ist von fünf Hauptgebäuden aus pinkem und gelbem Tuff mit einem unteren Abschluss aus Basalt umgeben. Die Gebäude im neoklassischen Stil zeigen viele armenische Motive.

## Sehenswürdigkeiten

### Regierungsgebäude Nr. 1

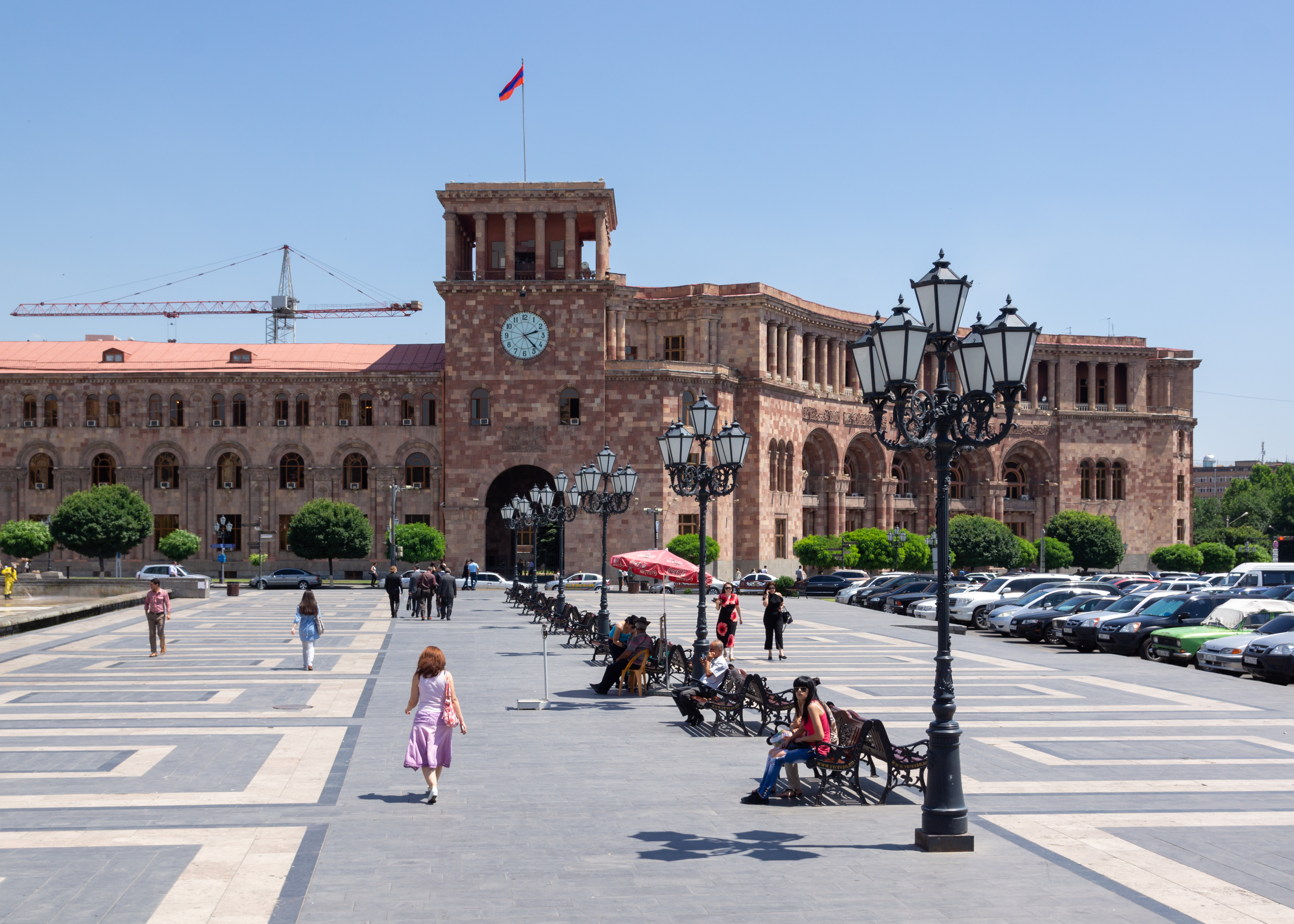
Regierungsgebäude Nr. 1

Das Gebäude ist Sitz der Regierung Armeniens (dem Rat der regierenden Minister, nicht der Exekutive). Ursprünglich war es Sitz des Rates der Volkskommissare der Armenischen Sozialistischen Sowjetrepublik (der Exekutive Sowjetarmeniens).
Der Nordwestteil wurde 1926–1929 nach Plänen Alexander Tamanians erbaut. Die übrigen Teile entwarf 1938 Gevorg Tamanian, Alexanders Sohn, der den Bau 1941 abschloss.

### Museumsgebäude

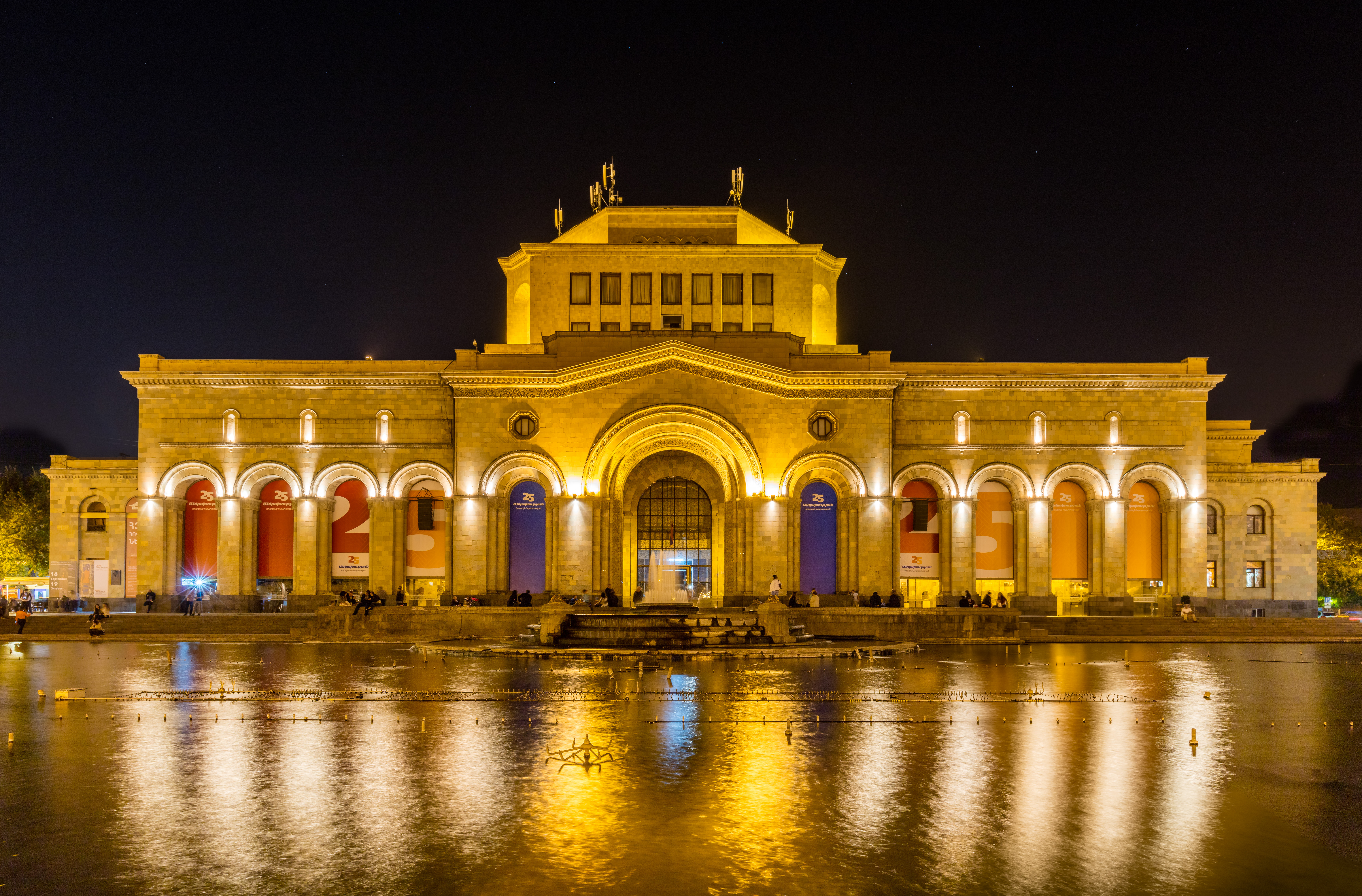
Museumsgebäude

Das Museumsgebäude beherbergt das Armenische Historische Museum und die Nationalgalerie Armeniens.
Die Bauarbeiten begannen in den 1950er Jahren und endeten mit der Fertigstellung der Nationalgalerie 1977. Das Gebäude wurde von Mark Grigorian und Eduard Sarapjan entworfen. Ein kleiner Teil des Ensembles, die Konzerthalle Arno Babadschanjan, stammt aus dem Jahr 1916.

### Armenia Marriott Hotel

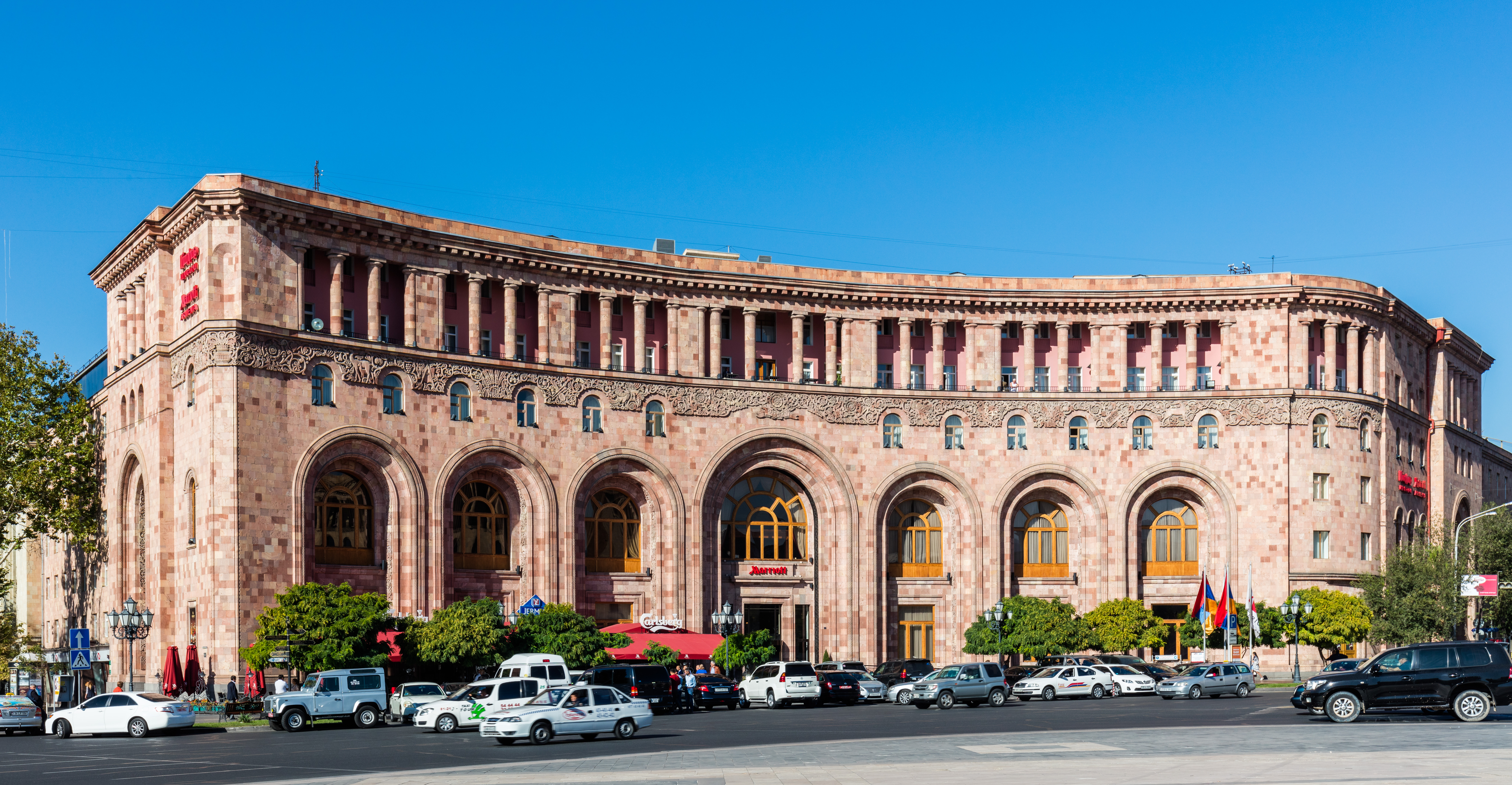
Armenia Marriott Hotel

Das Gebäude wurde 1958 nach Entwürfen von Mark Grigorjan und Eduard Sarapjan unter dem Namen Armenia errichtet. Das heutige Luxushotel gilt als das Flaggschiffhotel Armeniens. Es bietet 380 Zimmer.

### Regierungsgebäude Nr. 2

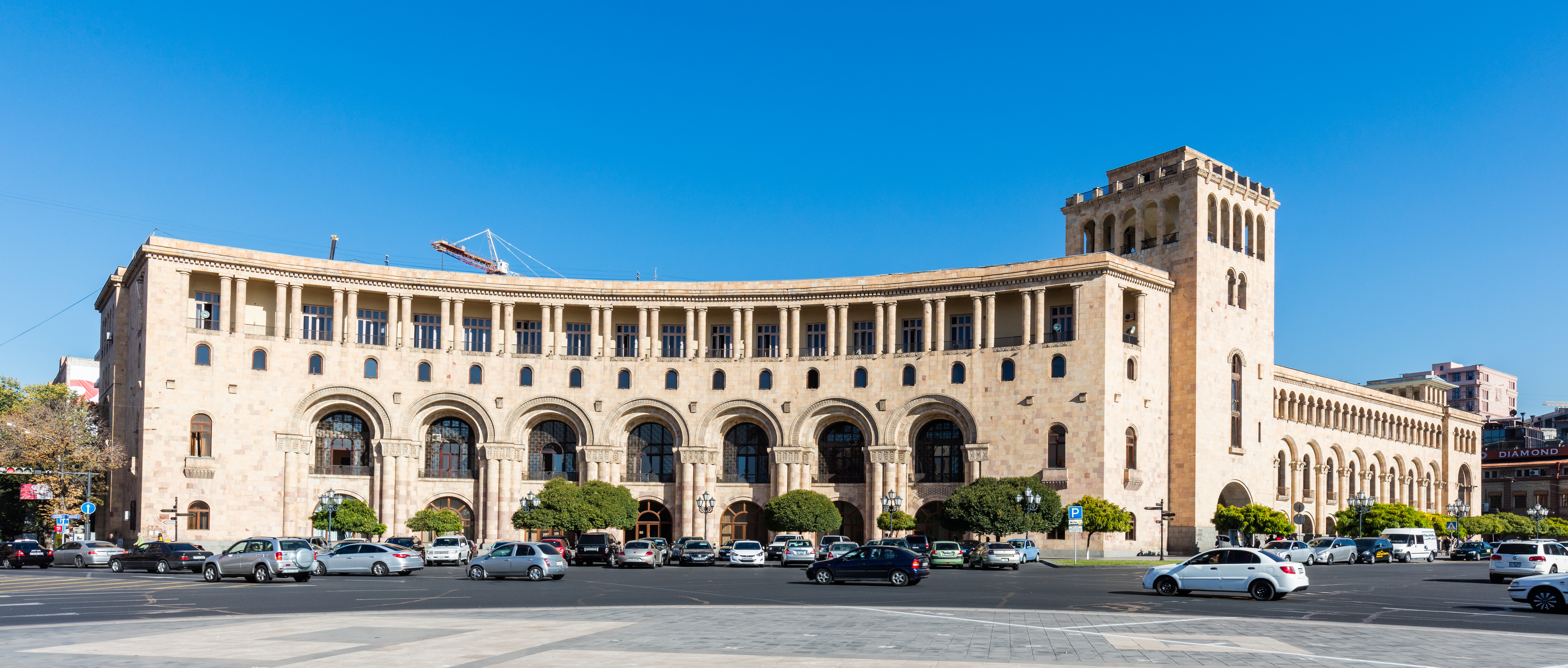
Regierungsgebäude Nr. 2

Das Gebäude entstand nach Entwürfen von Samwel Safarjan, Rafajel Israjeljan und Warasdat Arewschatjan und wurde 1955 fertiggestellt. Über den Fenstern der ersten Etage befinden sich unvollständige Friese. Das Gebäude war von 1996 bis 2016 Sitz des Außenministeriums.

### Gewerkschafts- und Kommunikationsgebäude

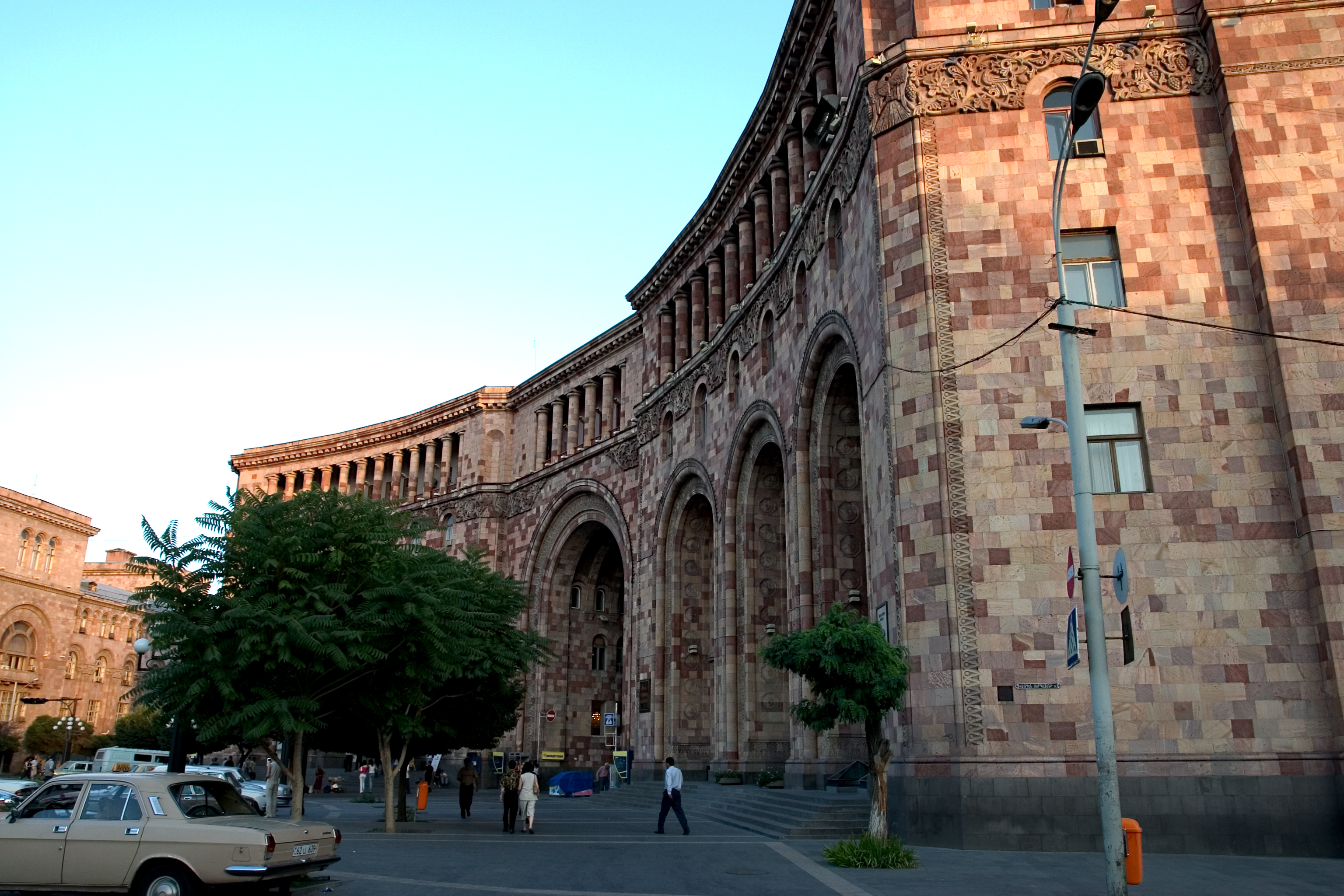
Gewerkschafts- und Kommunikationsgebäude

Das von 1933 bis 1956 errichtete Gebäude entstand nach Entwürfen von Mark Grigorian und Eduard Sarapian. Es war bis 2016 Sitz des Ministeriums für Transport und Kommunikation.

### Leninstatue

Die Leninstatue und das Regierungsgebäude auf einer sowjetischen Briefmarke 1978

Die 7 Meter hohe Statue des sowjetischen Führers Wladimir Iljitsch Lenin erschufen der griechisch-russische Bildhauer Sergei Dmitrijewitsch Merkurow und die armenischen Architekten Natalja Paremusowa (Նատալյա Փարեմուզովա) und Lewon Wardanow (Լևոն Վարդանով). Sie wurde am 24. November 1940 auf einem 11 Meter hohen Podest aufgestellt. Das Denkmal war der geplanten Nationalgalerie zugewandt und galt als Meisterwerk der Monumentalkunst. Die Statue wurde noch vor dem formellen Zerfall der Sowjetunion am 13. April 1991 von ihrem Sockel entfernt, wie eine menschliche Leiche auf einem Lastwagen aufgebahrt und am jubelnden Volk vorbeigefahren. Später wurde sie im Hof der Nationalgalerie aufgestellt. Das Podest wurde im Sommer 1996 abgerissen.

#### Ersatz
Der leere Raum, den die Lenin-Statue hinterlassen hatte, regte zu unterschiedlichsten Entwürfen an, von denen jedoch keiner endgültig umgesetzt wurde.
Am 31. Dezember 2000 wurde ein 24 Meter hohes beleuchtetes Kreuz an Stelle des Lenin-Denkmals errichtet. Diese Installation war Neujahr 2001 fertig, als der armenische Staat und die Armenische Apostolische Kirche den 1700sten Jahrestag der Christianisierung Armeniens feierten. Das Kreuz wurde von 1700 symbolischen Lampen erleuchtet und blieb das ganze Jahr über das Zentrum des Feierjahres. Nach dem Ende der Feierlichkeiten Ende 2001 wurde das Kreuz wieder abgebaut. Es gab sowohl vor seiner Errichtung als auch nach seinem Abbau öffentliche Diskussionen.
Im Februar 2004 wurde ein überdimensionaler Bildschirm auf der freien Fläche aufgestellt, auf dem für verschiedene Organisationen und Produkte geworben wurde. Er wurde 2006 wieder abgebaut.

#### Entwürfe
In Armenien wurden mehrere Wettbewerbe abgehalten, um einen Ersatz für die Leninstatue auszuwählen. Einer der häufigsten Vorschläge ist, das Denkmal für David von Sasun auf den Platz der Republik zu versetzen. Diana K. Ter-Ghazaryan zufolge wäre wegen der nichtpolitischen Natur dieses armenischen Nationalhelden einer epischen Erzählung eine sichere Wahl; 2013 schrieb sie jedoch, dass die Umsetzung des Denkmals von seinem derzeitigen Platz vor dem Jerewaner Bahnhof sehr unwahrscheinlich scheint.

### Wasserorgel
Die Wasserorgel mit 2750 Fontänen wurden 1968 anlässlich des 2750. Stadtjubiläums erbaut. Nachdem sie jahrelang defekt war, wurde die Wasserorgel von der französischen Firma Aquatique Show International für 1.400.000 EUR renoviert und am 1. November 2007 wieder in Betrieb genommen. Vom Mai bis Oktober gibt es jeden Abend von etwa 21 Uhr bis etwa 23 Uhr eine computergesteuerte Wasser-, Licht- und Musikshow.

### Weihnachtsbaum
Seit 1950 wird jedes Jahr im Dezember ein Weihnachtsbaum auf dem Platz der Republik aufgestellt.

### Trinkbrunnen

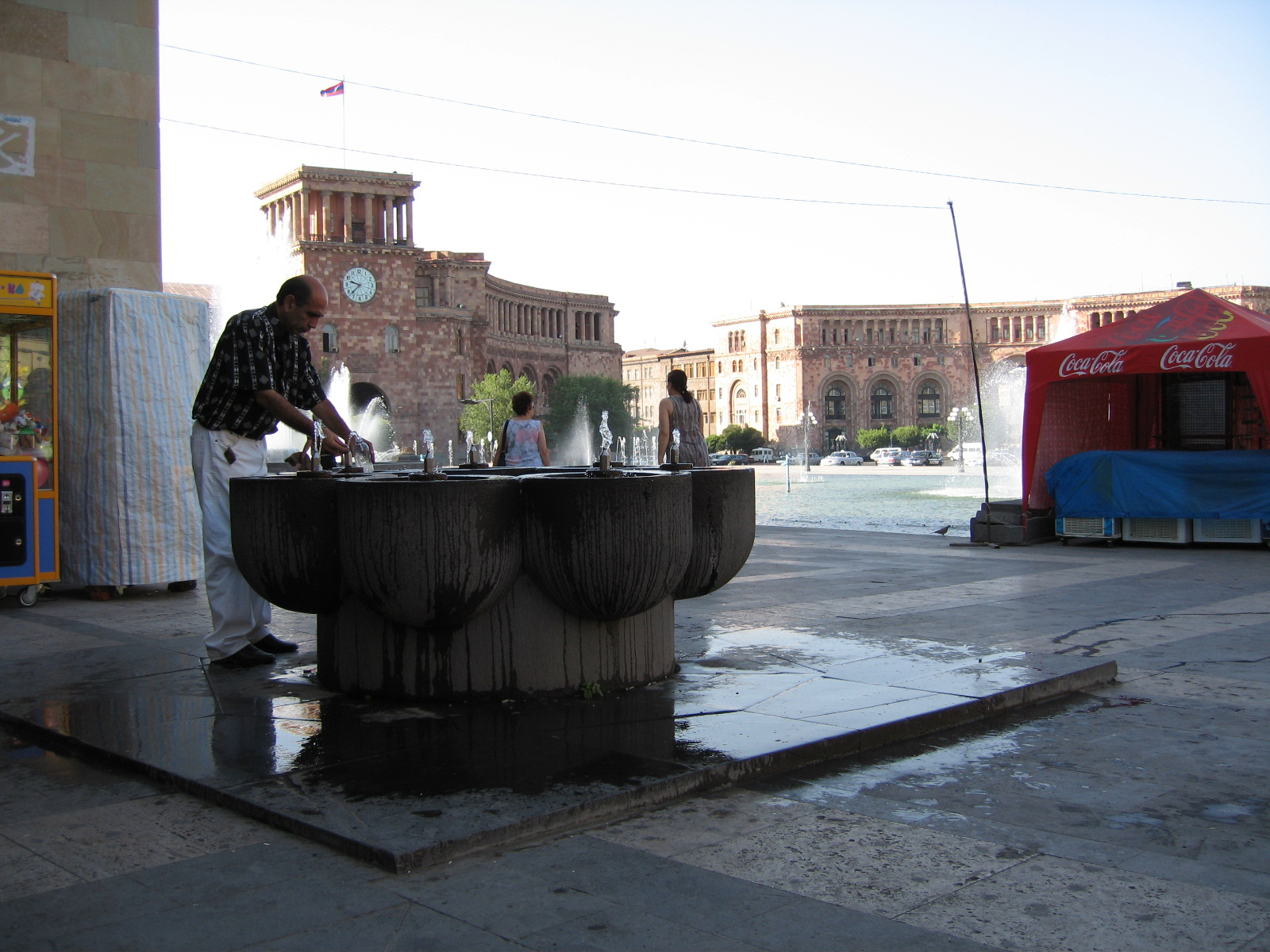
Der Trinkbrunnen

Der Trinkbrunnen (armenisch պուլպուլակ pulpulak) neben den Museen hat sieben Fontänen und wird darum Yot aghbyur („Sieben Quellen“) genannt. Er wurde 1965 installiert und 2010 renoviert.

## Geschichte

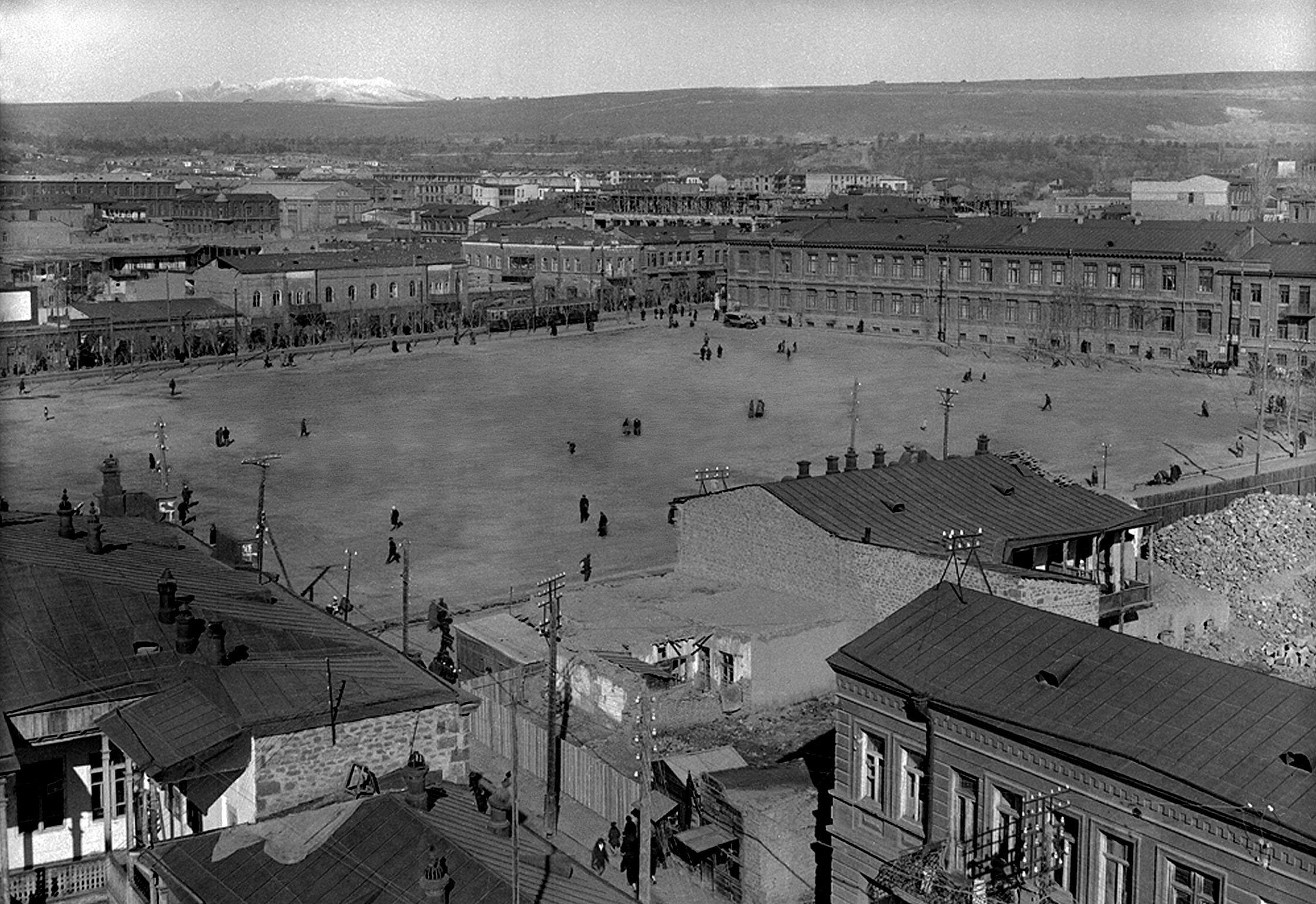
Der Hauptplatz Jerewans, 1916

Einen Stadtplatz mit unterschiedlichen Ausmaßen gab es an dieser Stelle in Jerewan seit Jahrhunderten. Bei Renovierungsarbeiten im Jahr 2003 wurde die Schicht aus dem 18. und 19. Jahrhundert sichtbar. In seinem Generalplan für Jerewan von 1906 bis 1911 gestaltete Boris Mehrabjan (armenisch Բորիս Մեհրաբյան; 1870–1936) den zentralen Platz der Stadt.
1924 entwarf Alexander Tamanian in seinem Generalplan für Jerewan den Platz neu. Die Errichtung des Platzes in seiner heutigen Form begann 1926 mit dem Bau des Regierungsgebäudes. Die Hauptbauphase lag in den 1950er Jahren. Seinem Abschluss fanden die Bauarbeiten mit der Fertigstellung der Nationalgalerie im Jahr 1977. Der Platz erhielt den Namen Leninplatz nach dem russischen Revolutionär Wladimir Iljitsch Lenin.

### Paraden
Während der Sowjetzeit wurden auf dem Leninplatz jedes Jahr am Ersten Mai, am 9. Mai (Tag des Sieges) und am 7. November (Tag der Oktoberrevolution) Militärparaden abgehalten. Die Führung Sowjetarmeniens stand dabei auf einem Podium unterhalb der Leninstatue. Die letzte dieser Paraden wurde 1988 abgehalten.
Militärparaden zur Feier der Unabhängigkeit Armeniens wurden am 21. September 1996 (5. Jahrestag), 1999 (8. Jahrestag), 2006 (15. Jahrestag), 2011 (20. Jahrestag) und 2016 (25. Jahrestag) abgehalten.

### Konzerte
Am 30. September 2006 gab der französisch-armenische Chansonnier Charles Aznavour ein Konzert auf dem Platz der Republik.
Am 23. April 2015 gab die armenisch-amerikanische Rockband System of a Down ihr erstes Konzert in Armenien auf dem Platz der Republik. Das kostenlose Konzert war dem 100. Jahrestag des Völkermords an den Armeniern gewidmet und wurde von Tausenden Zuhörern besucht.
Am 8. Juni 2017 gab der russische Hiphopmusiker Timati ein kostenloses Konzert auf dem Platz der Republik, das von mehr als 40.000 Menschen besucht wurde.

### Politische Demonstrationen
Am 24. April 1965 fand auf dem damaligen Leninplatz eine große, 24-stündige Protestdemonstration anlässlich des 50. Jahrestags des Völkermords an den Armeniern statt.
Im Januar 1974 verbrannte Razmik Zohrapyan, ein Mitglied der illegalen Partei der Nationalen Vereinigung, als Protest gegen die sowjetische totalitäre Herrschaft auf dem damaligen Leninplatz ein Porträt Lenins.

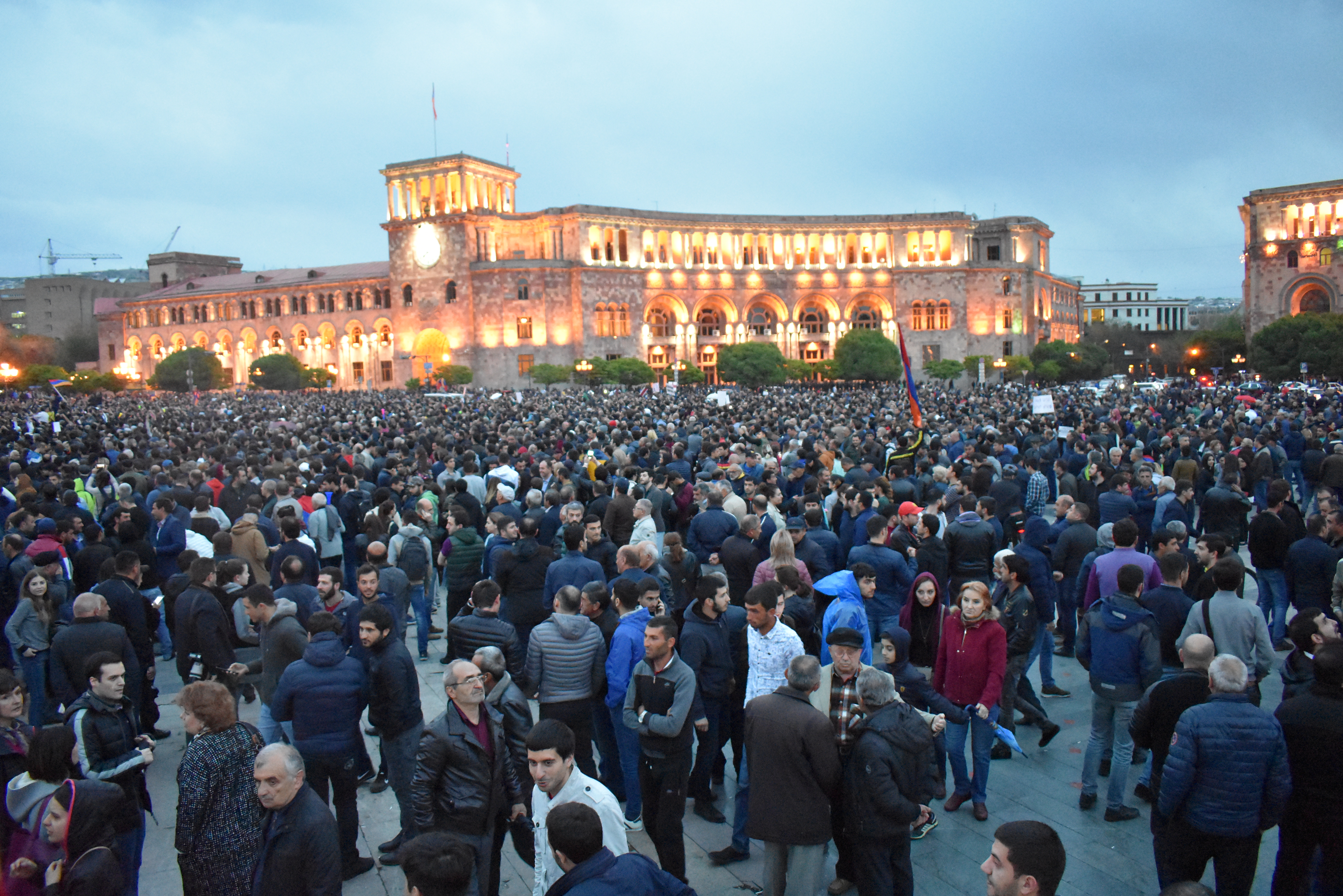
Demonstrationen auf dem Platz der Republik am 20. April 2018

Nach der Präsidentenwahl am 19. Februar 2008 organisierte der gewählte, aber noch nicht ins Amt eingeführte Präsident Serzh Sargsyan eine Demonstration mit 60.000 bis 70.000 möglichen Unterstützern, die aus verschiedenen Teilen Jerewans und ganz Armeniens in Bussen zum Platz der Republik gebracht wurden. Viele Teilnehmer gingen jedoch zum Freiheitsplatz, wo eine Demonstration des konkurrierenden Politikers Levon Ter-Petrosyan stattfand, der den Ausgang der Wahl anzweifelte. Die Demonstration Ter-Petrosyans wurde gewaltsam beendet. In der Folge besetzten im März 2008 die Streitkräfte Armeniens vorübergehend den Platz der Republik.
Bei einer Demonstration der Republikanischen Partei Armeniens mit Konzert auf dem Platz der Republik am 4. Mai 2012 explodierten Dutzende mit Wasserstoff gefüllte Ballons. Dabei wurden 144 Menschen verletzt.
Vom 17. bis 23. April 2018 fanden während der Revolution in Armenien 2018 auf dem Platz der Republik große Demonstrationen statt. Diese wurden von Nikol Pashinyan angeführt und richteten sich gegen die Regierung des neugewählten Premierministers Serzh Sargsyan. Am 22. April wurden, nachdem der Oppositionsführer Pashinyan verhaftet worden war, Polizeikräfte auf dem Platz der Republik stationiert. Dutzenden Protestierende wurden festgenommen. Am Abend füllten etwa 115.000 Protestierende den gesamten Platz und die angrenzenden Straßen. Am folgenden Tag wurde der wieder freigelassene Sargsyan zum Zentrum einer Massenfeier. Am Tag darauf, dem Völkermordgedenktag, trafen sich Dutzende der Protestierenden auf dem Platz, um den Platz und die angrenzenden Straßen zu reinigen.

### Andere Veranstaltungen

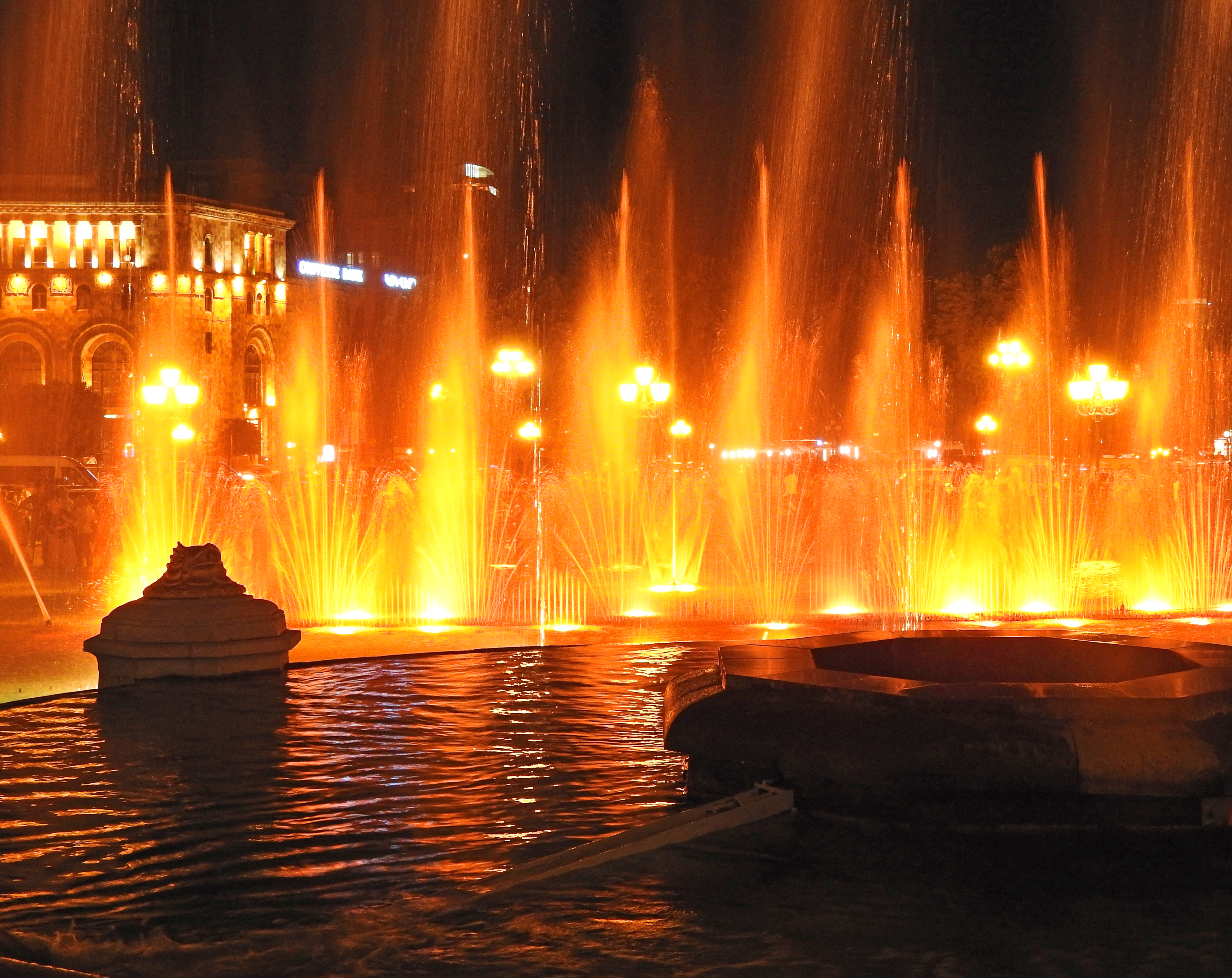
Abendliche Wasserspiele

1968 fanden zum 2750ten Jahrestag Jerewans außergewöhnliche Feierlichkeiten auf dem damaligen Leninplatz statt. Dabei wurde die Wasserorgel ihrer Bestimmung übergeben.
Am 25. Juni 2016 hielten Papst Franziskus und der Oberste Patriarch und Katholikos aller Armenier Karekin II. Nersissian auf dem Platz der Republik einen ökumenischen Gottesdienst ab. Daran nahmen etwa 50.000 Menschen teil.